# Marie Claire Uwumuremyi
 (avril 2023).
La mise en forme du texte ne suit pas les recommandations de Wikipédia : il faut le « wikifier ».
Les points d'amélioration suivants sont les cas les plus fréquents. Le détail des points à revoir est peut-être précisé sur la page de discussion.
- Les titres sont pré-formatés par le logiciel. Ils ne sont ni en capitales, ni en gras.
- Le texte ne doit pas être écrit en capitales (les noms de famille non plus), ni en gras, ni en italique, ni en « petit »…
- Le gras n'est utilisé que pour surligner le titre de l'article dans l'introduction, une seule fois.
- L'italique est rarement utilisé : mots en langue étrangère, titres d'œuvres, noms de bateaux, etc.
- Les citations ne sont pas en italique mais en corps de texte normal. Elles sont entourées par des guillemets français : « et ».
- Les listes à puces sont à éviter, des paragraphes rédigés étant largement préférés. Les tableaux sont à réserver à la présentation de données structurées (résultats, etc.).
- Les appels de note de bas de page (petits chiffres en exposant, introduits par l'outil «  Source ») sont à placer entre la fin de phrase et le point final[comme ça].
- Les liens internes (vers d'autres articles de Wikipédia) sont à choisir avec parcimonie. Créez des liens vers des articles approfondissant le sujet. Les termes génériques sans rapport avec le sujet sont à éviter, ainsi que les répétitions de liens vers un même terme.
- Les liens externes sont à placer uniquement dans une section « Liens externes », à la fin de l'article. Ces liens sont à choisir avec parcimonie suivant les règles définies. Si un lien sert de source à l'article, son insertion dans le texte est à faire par les notes de bas de page.
- La présentation des références doit suivre les conventions bibliographiques. Il est recommandé d'utiliser les modèles {{Ouvrage}}, {{Chapitre}}, {{Article}}, {{Lien web}} et/ou {{Bibliographie}}. Le mode d'édition visuel peut mettre en forme automatiquement les références.
- Insérer une infobox (cadre d'informations à droite) n'est pas obligatoire pour parachever la mise en page.

Pour une aide détaillée, merci de consulter Aide:Wikification.
Si vous pensez que ces points ont été résolus, vous pouvez retirer ce bandeau et améliorer la mise en forme d'un autre article.
 (mai 2023).
Marie Claire Uwumuremyi, née en 1979, est une femme politique rwandaise. Depuis 2018, elle est membre de la Chambre des députés.

## Biographie
Avant de devenir députée, Marie Claire Uwumuremyi a travaillé pour le Bureau foncier, en tant qu'officier foncier de district et agent d'évaluation foncière de district. Elle est présidente du Conseil national des femmes, CNF) dans la province du Sud. Lors de la Journée internationale de la femme rurale en 2011, elle a encouragé les femmes du secteur de Tumba, district de Huye, à profiter des opportunités offertes par le gouvernement et à améliorer leurs entreprises en contractant des prêts.
En septembre 2018, elle devient députée du district de Nyanza, province du Sud, en tant que représentante des femmes.
En octobre 2018, elle assiste à un événement de la Journée mondiale de l'alimentation, soutenant le programme Girinka : une vache par famille pauvre du gouvernement Rwandais. En décembre 2019, elle est élue au comité exécutif de la section rwandaise des femmes parlementaires du Commonwealth,CWP. En juin 2019, s'exprimant lors d'une cérémonie de commémoration tenue dans le secteur de Mukingo, district de Nyanza, elle rappelle à son auditoire l'importance de se souvenir du génocide des Tutsis au Rwanda.